# St. Peter und Paul (Weyher in der Pfalz)
Die römisch-katholische Kirche St. Peter und Paul der Ortsgemeinde Weyher in der Pfalz (Verbandsgemeinde Edenkoben) befindet sich an der örtlichen Kirchgasse im Landkreis Südliche Weinstraße (Rheinland-Pfalz). Sie gehört zur Edenkobener Großpfarrei Hl. Anna und damit zum Dekanat Landau im Bistum Speyer. Die Kirche trägt das Patrozinium des hl. Petrus und hl. Paulus und steht unter Denkmalschutz.

## Beschreibung

### Kirchengebäude

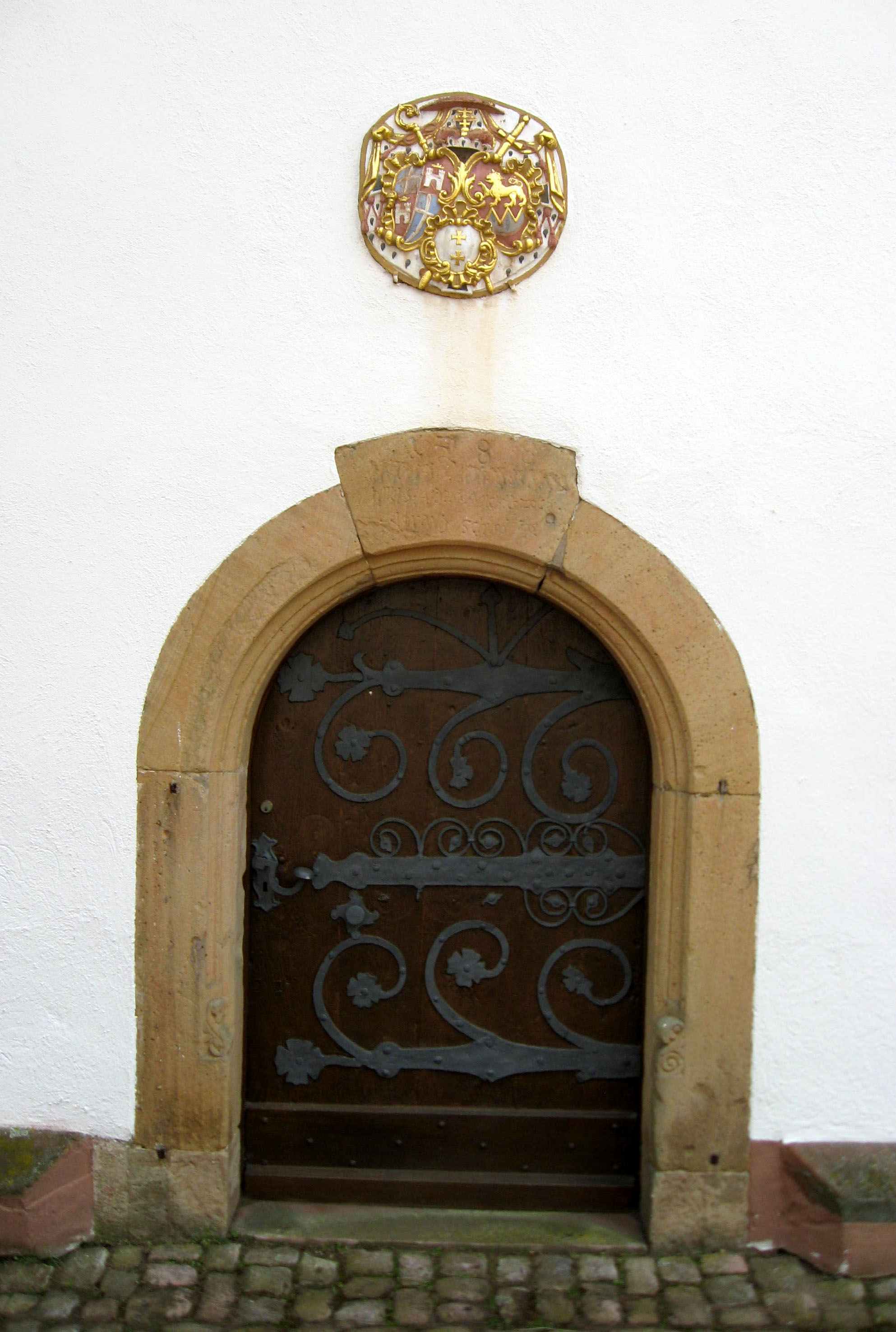
Nordportal, bez. 1588

Bei dem Kirchengebäude handelt es sich um eine Saalkirche im Stil des Barock aus dem frühen 18. Jahrhundert, in den Teile des gotischen Vorgängerbaus einbezogen sind. Der eingezogene, dreiseitig geschlossenem Chor verfügt über ein spätgotisches Rippengewölbe. An der Außenseite des Chors befindet sich ein Grabstein der Elisabeth Traitteur mit vier klagenden Kindern aus dem Todesjahr 1785. Er hat die Form einer klassizistischen Stele mit einer Rundbogenblende. Der 36 m hohe, ebenfalls barocke Zwiebelturm befindet sich über dem Nordportal, das aus der Epoche der Renaissance stammt und mit dem Jahr 1588 bezeichnet ist. Das Westportal ist mit dem Jahr 1712 bezeichnet.
In der Architektur der Kirche finden sich Spuren des gotischen Vorgängerbaus. Die heutige Sakristei war einst dessen Chorraum. Auch der Kirchturm stammt aus dieser Zeit.
Im Kirchhof befindet sich ein Kriegerdenkmal des Ersten Weltkriegs, ein Kruzifix aus Sandstein sowie zwei Grabkreuze aus Rotsandstein, die mit den Jahren 1663 und 1670 bezeichnet sind.

### Innenausstattung
Die Innenausstattung stammt größtenteils aus dem 18. Jahrhundert. Sie umfasst einen Hochaltar sowie Seitenaltäre, die mit Rokokofiguren verziert sind. Die Kanzel ist ebenfalls im Stil des Rokoko gehalten und stammt aus der Zeit um 1720. Darüber hinaus befindet sich in der Kirche eine Monstranz des Augsburger Schmieds Joseph Ignaz Saler aus den Jahren 1737–1739. Das Bild wird im Inneren ferner durch die Bleiglasfenster aus der Sanierung um das Jahr 1900 geprägt.

## Geschichte
In Weyher wird bereits im Jahr 777 eine Basilika im Lorscher Codex erwähnt. Diese war dem heiligen Petrus geweiht. Es ist belegt, dass die Weyherer Pfarrei im Mittelalter eine herausgehobene Stellung besaß und Sitz eines 52 Pfarreien umfassenden Dekanates war.

## Orgel
Die Orgel der Weyherer Kirche stellt das besterhaltene Instrument der lediglich zwei erhaltenen Orgeln des Speyerer Orgelbauers Johann Jelaćić dar. Ihre historische Substanz ist weitgehend erhalten. Jelaćić baute sie im Jahr 1887 als opus 26. Im Laufe der Zeit wurden im Nebenwerk die Aeoline sowie die Voix céléste durch eine Waldflöte und ein Larigot ersetzt. Insgesamt verfügt die Orgel über 18 Register auf zwei Manualen und Pedal. Die heutige Disposition lautet:
| I Hauptwerk C–f3 |        |
| Bourdon          | 16′    |
| Principal        | 08′    |
| Gedackt          | 08′    |
| Floete Major     | 08′    |
| Viola di Gamba   | 08′    |
| Octave           | 04′    |
| Rohrfloete       | 04′    |
| Quinte           | 02 ⁄3′ |
| Octave           | 02′    |
| Mixtur IV        | 02 ⁄3′ |

| II Nebenwerk C–f3 |           |
| Lieblich Gedackt  | 8′        |
| Salicional        | 8′        |
| Traversflöte      | 4′        |
| Waldflöte         | 2′        |
| Larigot II        | 1′ + 2⁄3′ |

| Pedal C–d1 |     |
| Subbaß     | 16′ |
| Violonbaß  | 16′ |
| Octavbaß   | 08′ |

Anmerkungen
1. 1 2  Später eingebaut; nicht original

Die Spiel- und Registertraktur sind mechanisch. Die Windladen sind als Kegelladen ausgeführt.
- Koppeln: II/I, I/P, II/P

## Glocken
Im Turm der St. Peter und Paul-Kirche befinden sich vier Glocken. Drei dieser Glocken sind historisch und stammen aus dem 18. Jahrhundert. Sie wurden im Jahr 1794 demontiert, um im Ersten Koalitionskrieg zu Kanonen gegossen zu werden. Sie konnten jedoch durch Weyherer Einwohner auf einem ehemaligen Weinberg versteckt und so 1804 wieder montiert werden. Die heutige Petrusglocke wurde 1949 gegossen, nachdem ihr Vorgänger im Ersten Weltkrieg eingeschmolzen wurde.

### Technische Daten
| Nr. | Name                                             | Gussjahr | Gießer, Gussort              | Durchmesser (mm, ca.) | Masse (kg, ca.) | Schlagton |
| --- | ------------------------------------------------ | -------- | ---------------------------- | --------------------- | --------------- | --------- |
| 1   | Marienglocke (12 Uhr-Glocke)                     | 1749     | Johann Jacob Speck, Bruchsal | 1.240                 | 1.100           | es1       |
| 2   | Petrusglocke (11 Uhr-Glocke)                     | 1949     | Meister Hamm, Frankenthal    | 1.080                 | 600             | g1        |
| 3   | Antoniusglocke (Halbmess- oder Rosenkranzglocke) | 1749     | Johann Jacob Speck, Bruchsal | 860                   |                 | a1        |
| 4   | Frühmessglocke                                   | 1733     | Johann Jacob Speck, Bruchsal | 590                   | 120             | es2       |

Anmerkungen
1. ↑  in der Turmlaterne

### Inschriften
| Bild | Nr. | Name           | Inschriften |
| Bild gesucht Die Wikipedia wünscht sich an dieser Stelle ein Bild vom hier behandelten Ort. Motiv: Marienglocke Falls du dabei helfen möchtest, erklärt die Anleitung , wie das geht. BW   | 1   | Marienglocke   | Zu Ehren der unbefleckten Jungfrau und Mutter Gottes, Maria, liess mich giessen die Gemeinde Weyher unter Rippurg im Jahr 1749 Johann Jacob Speck von Bruchsal gos mich J.J. Duras, Hoch. fürstl. Spey. Camrath Guttaether Unbefleckt Empfangene Jungfrau auf unser Ort vom Himmel schau alle Übel von uns gnädig treib unsere Mutter und Schutzfrau bleib Georg Koch Schultheis |
| Bild gesucht Die Wikipedia wünscht sich an dieser Stelle ein Bild vom hier behandelten Ort. Motiv: Petrusglocke Falls du dabei helfen möchtest, erklärt die Anleitung , wie das geht. BW   | 2   | Petrusglocke   | Eigentum der katholischen Kirchenstiftung Weyher Du bist Petrus und auf diesen Felsen will ich meine Kirche bauen Matth. 16,18 Meister Hamm aus Frankenthal goss mich 1949 |
| Bild gesucht Die Wikipedia wünscht sich an dieser Stelle ein Bild vom hier behandelten Ort. Motiv: Antoniusglocke Falls du dabei helfen möchtest, erklärt die Anleitung , wie das geht. BW | 3   | Antoniusglocke | Zu Ehren des hl. Antonius von Padua liess mich giessen die Gemeind Weyher unter Rippurg im Jahre 1749 Johann Jacob Speck von Bruchsall goss mich Sanct Antoni du Wundermann Dein Hilf bei Gott wir rufen an mach durch dieser Glocken Zeichen Donner Hagel Blitz abweichen J.J. Duras Hoch.fürst. Spey. Camrath Guthtaeter                                                       |
| Bild gesucht Die Wikipedia wünscht sich an dieser Stelle ein Bild vom hier behandelten Ort. Motiv: Frühmessglocke Falls du dabei helfen möchtest, erklärt die Anleitung , wie das geht. BW | 4   | Frühmessglocke | Gott zu Ehren last mich giessen die ganze Gemeind Weyher under Ripurg durch Johann Jacob Speck in Bruchsalt Anno 1733 |